# Gare de Saint-Laurent - Gainneville
La gare de Saint-Laurent - Gainneville est une gare ferroviaire française de la ligne de Paris-Saint-Lazare au Havre, située sur le territoire de la commune de Saint-Laurent-de-Brèvedent, à proximité de Gainneville, dans le département de la Seine-Maritime, en région Normandie.
Une halte est mise en service en 1893 par l'Administration des chemins de fer de l'État avant d'intégrer en 1938 le réseau de la Société nationale des chemins de fer français (SNCF).
C'est une halte voyageurs SNCF du réseau TER Normandie desservie par des trains omnibus régionaux.

## Situation ferroviaire
Établie à 106 mètres d'altitude, la gare de Saint-Laurent - Gainneville est située au point kilométrique (PK) 217,465 de la ligne de Paris-Saint-Lazare au Havre, entre les gares d'Étainhus - Saint-Romain et de Harfleur.

## Histoire
Le 22 mars 1847 la Compagnie du chemin de fer de Rouen au Havre, ouvre à l'exploitation sa ligne de Rouen au Havre, qui traverse la commune sur trois kilomètres sans qu'il n'y ait de station.
La halte de Saint-Laurent - Gainneville est mise en service le 30 avril 1893 par l'Administration des chemins de fer de l'État. 
Cette ouverture va profiter à la commune qui voit arriver des havrais désirant respirer l'air de la campagne. Durant la Seconde Guerre mondiale des habitants du Havre prennent le train pour venir se réfugier à Saint-Laurent.
Dans la deuxième moitié du XXe siècle, le bâtiment est fermé et la gare redevient une simple halte sans personnel avec deux quais à accès libre. 
En 2010, chaque jour de la semaine, une dizaine de trains permettent de faire l'aller et le retour avec la gare du Havre.
En 2014, c'est une gare voyageurs d'intérêt local (catégorie C : moins de 100 000 voyageurs par an de 2010 à 2011), qui dispose de deux quais (le quai A, d'une longueur utile de 196 m, pour la voie 1 et un autre quai, d'une longueur utile de 201 m, pour la voie 2).

## Fréquentation
De 2015 à 2020, selon les estimations de la SNCF, la fréquentation annuelle de la gare s'élève aux nombres indiqués dans le tableau ci-dessous.
| Année     | 2015   | 2016   | 2017   | 2018   | 2019   | 2020   |
| --------- | ------ | ------ | ------ | ------ | ------ | ------ |
| Voyageurs | 40 212 | 39 789 | 39 359 | 37 494 | 41 991 | 26 101 |

## Service des voyageurs

### Accueil
Halte voyageurs SNCF, c'est un point d'arrêt non géré (PANG) à accès libre. Elle est équipée d'un automate pour l'achat de titres de transport TER.

### Desserte
Saint-Laurent - Gainneville est une halte voyageurs du réseau TER Normandie desservie par des trains express régionaux assurant la relation Le Havre – Bréauté - Beuzeville - Fécamp.

### Intermodalité
Un parking pour les véhicules (6 places) y est aménagé.